# Terremoto di Imphal del 2016
Il terremoto di Imphal del 2016 ha colpito l'India nord-orientale il 4 gennaio nello stato di Manipur. Con una magnitudo al momento di 6.7 della scala Richter e un'intensità massima nella scala Mercalli di VII (Molto forte). Il suo epicentro devastò il distretto di Tamenglong, a circa 30 km a Ovest di Imphal. Undici persone sono decedute, altre 200 sono rimaste ferite e numerosi edifici sono stati danneggiati. La scossa è stata percepita anche in Bangladesh. Il terremoto inoltre ha colpito un'area molto abitata infatti Imphal ha all'incirca 250.000 abitanti.
| Nazione    | Morti | Feriti | Rif.  |
| ---------- | ----- | ------ | ----- |
| India      | 6     | 200    | [ 3 ] |
| Bangladesh | 5     | 200    | [ 3 ] |
| Totale     | 11    | 200    |       |